# МТП-2
МТП-2 — советская машина технической помощи (МТП) на базе БТР-60П.

## Описание конструкции
Машина технической помощи МТП-2 представляет собой переоборудованный бронетранспортер БТР-60П, в конструкцию которого внесён ряд различных изменений.

### Броневой корпус и башня
Броневой корпус МТП-2 состоит из сваренных между собой броневых листов, полностью герметичен и водонепроницаем. Основными отличиями корпуса МТП-2 от базовой машины являются наличие крыши, а также установленные кронштейны для крепления дополнительного оборудования. Основным предназначением крыши является защита экипажа от поражающего действия осколков и пуль. Высота боковых листов корпуса была увеличена на 200 мм.
Крыша машины состоит из двух сваренных между собой частей. В обеих частях машины установлены люки для загрузки оборудования, а также для выхода и входа экипажа. Конструкция люков заимствована от бронетранспортёра БТР-60ПА. Передняя часть крыши приварена к боковым и переднему листам. Задняя часть крепится к болтами на специальные уголки, которые приварены к кормовому и задним бортовым листам. Данная конструкция обеспечивает доступ к двигателям машины. Кронштейны для крепления пулемётов перенесены с бортовых и лобового листов на переднюю часть крыши.

### Вооружение
В качестве основного вооружения в МТП-2 используется 7,62-мм пулемёт ПКБ. Пулемёт позволяет вести огонь на дальностях до 1,5 км.
Кроме пулемёта в состав возимого вооружения входят 9 ручных гранат Ф-1 .

### Приборы наблюдения и связи
Для осуществления внешней связи в МТП-2 имеется радиостанция Р-123М, которая крепится и располагается в машине аналогично радиостанции Р-113 в БТР-60П .
С целью наблюдения за обстановкой в МТП-2 установлены четыре стеклоблока Б-1, а также приборы ночного видения ТКН-1 и ТВН-2. Блоки питания приборов ночного видения заменены в связи с изменением напряжения бортовой сети.

### Двигатель и трансмиссия
В качестве силовой установки МТП-2 используются два двигателя ГАЗ-49Б. Мощность каждого двигателя составляет 90 л.с. Двигатели устанавливаются в заимствованный с БТР-60ПБ агрегат двигателей 49Б-1000240. В конструкцию агрегата внесены изменения. Чтобы обеспечить привод генератора Г-290 на правом двигателе вместо натяжного ролика привода вентилятора закреплена промежуточная опора привода генератора.
В машине установлены две механические коробки передач.

### Ходовая часть
Подвеска МТП-2 рычажно-торсионная, независимая с двенадцатью амортизаторамии двойного действия.

### Специальное оборудование
Для обеспечения выполнения боевых и вспомогательных задач в МТП-2 имеется специальное оборудование, в состав которого входят следующие средства:
1. Рентгенометр ДП-3Б;
2. Войсковой прибор химической разведки ВПХР;
3. Две фильтровентиляционные установки ФВУ-15
4. Кран-стрела;
5. Лебёдка;
6. Ацетиленовый генератор АСВ-1,25-4 с комплектом принадлежностей для сварки;
7. Электрозаточный станок;
8. Буксирные приспособления.

## Операторы
- СССР — 2 единицы МТП-2 в зоне «до Урала», по состоянию на 1991 год[11], перешли к образовавшимся после распада государствам